# نيلز نيكولاوس فالك
نيلز نيكولاوس فالك (بالألمانية: Niels Nikolaus Falck)‏ هو أستاذ جامعي ومحامي ومؤرخ ألماني، ولد في 25 نوفمبر 1784 في Northern Schleswig ‏ في الدنمارك، وتوفي في 5 مايو 1850 في كيل في ألمانيا.